# Exhibicionismo

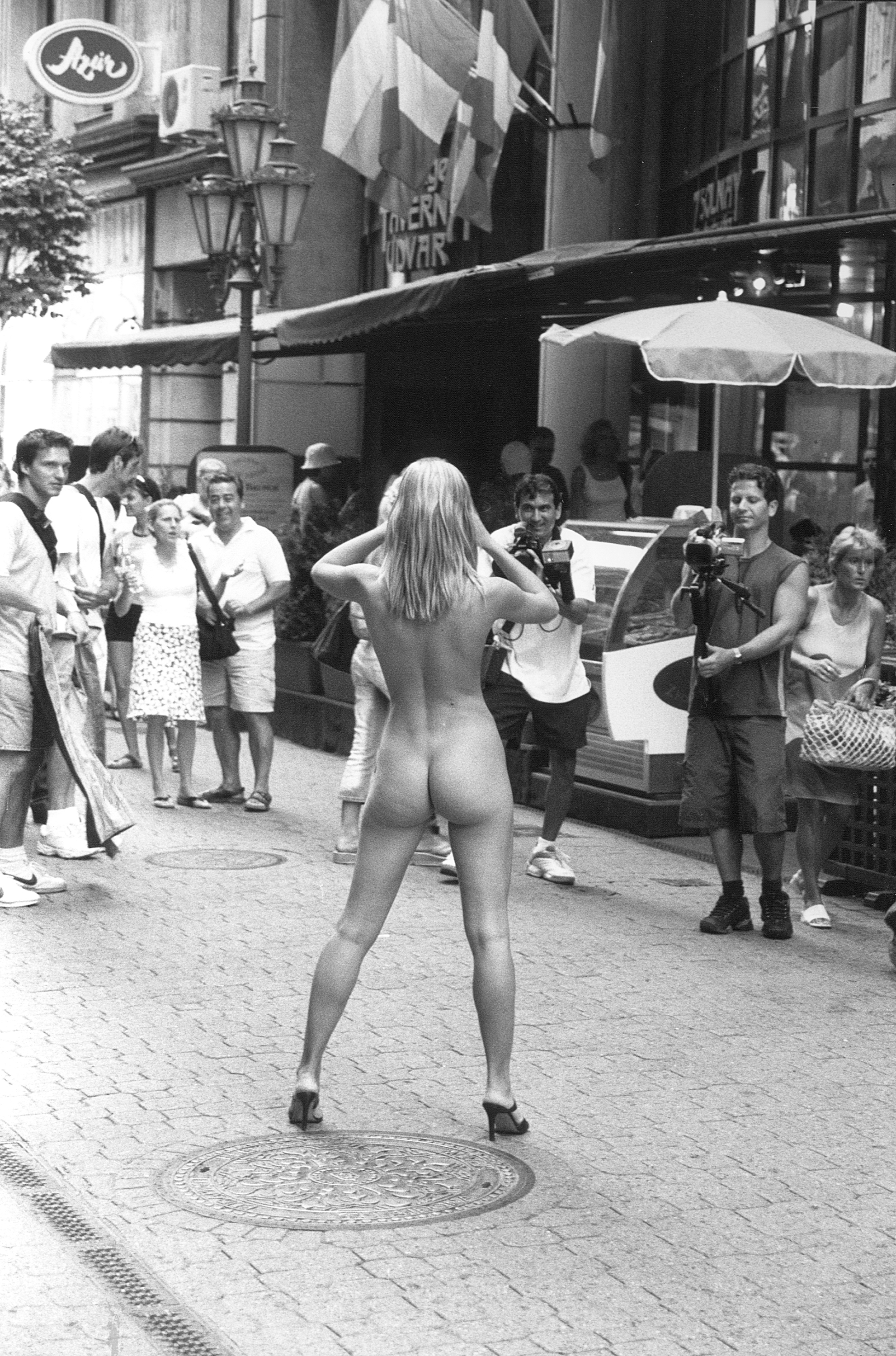
Los exhibicionistas atraen rápidamente la atención del público. En la imagen una mujer exhibicionista en Budapest.

El exhibicionismo (del latín exhibere, "mostrar") o apodysofilia es la inclinación de una persona a exponerse en público, de forma espontánea, llamativa y excesiva. El término también se refiere, específica y más convencionalmente, a la conducta o perversión de mostrar los órganos sexuales y órganos considerados como partes íntimas: los genitales, glúteos, torso y pechos, a otras personas.

## Implicaciones psiquiátricas
Psiquiátricamente, el exhibicionismo es considerado un tipo de parafilia que puede llevar a un mal comportamiento de la persona y desnudandose en las calles qué está dentro del manual de diagnósticos mentales (DSM) conducta sexual. El exhibicionismo suele referirse como perversión, el término es incorrecto si se refiere a la vida sexual o habitual del individuo. El exhibicionismo es frecuentemente encontrado en niños y adolescentes, dando pie a la teoría que el exhibicionismo se debe a un desarrollo psicosexual que no ha evolucionado, que se ha detenido en una etapa inmadura porque el individuo sufre de sentimientos de inferioridad y de trastornos de relación.

## Implicaciones legales

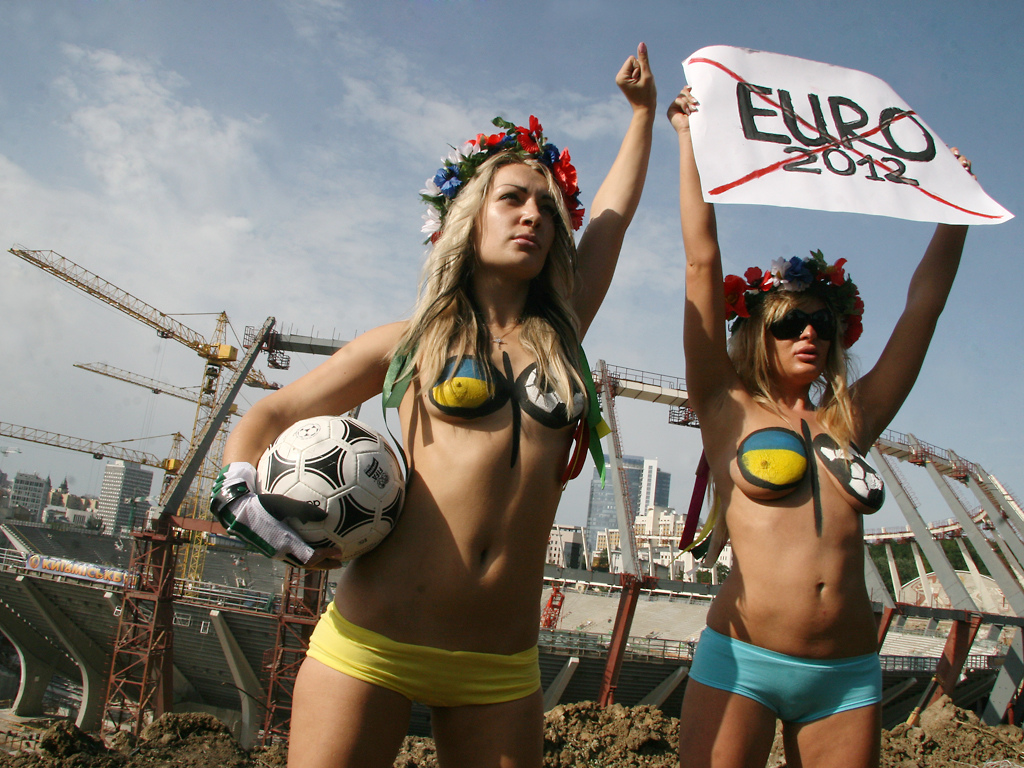
Inna Shevchenko (izquierda) activista en forma de exhibicionismo durante una protesta en Ucrania contra la Eurocopa 2012.

Una expresión habitual del exhibicionismo es el nudismo público, que es la manifestación de conductas sexuales en un contexto no tan privado. El desnudamiento en público es regularmente considerado como ofensivo o promotor de desorden público y se instrumentaliza, constantemente,  en protestas sociales o de minorías.
El naturismo es un movimiento cultural que pretende que el nudismo social se convierta en un estilo de vida. El naturismo pretende la aceptación del cuerpo como una expresión artística, advocándose el derecho de uno mismo a estar completamente desnudo.

## Clasificaciones del exhibicionismo

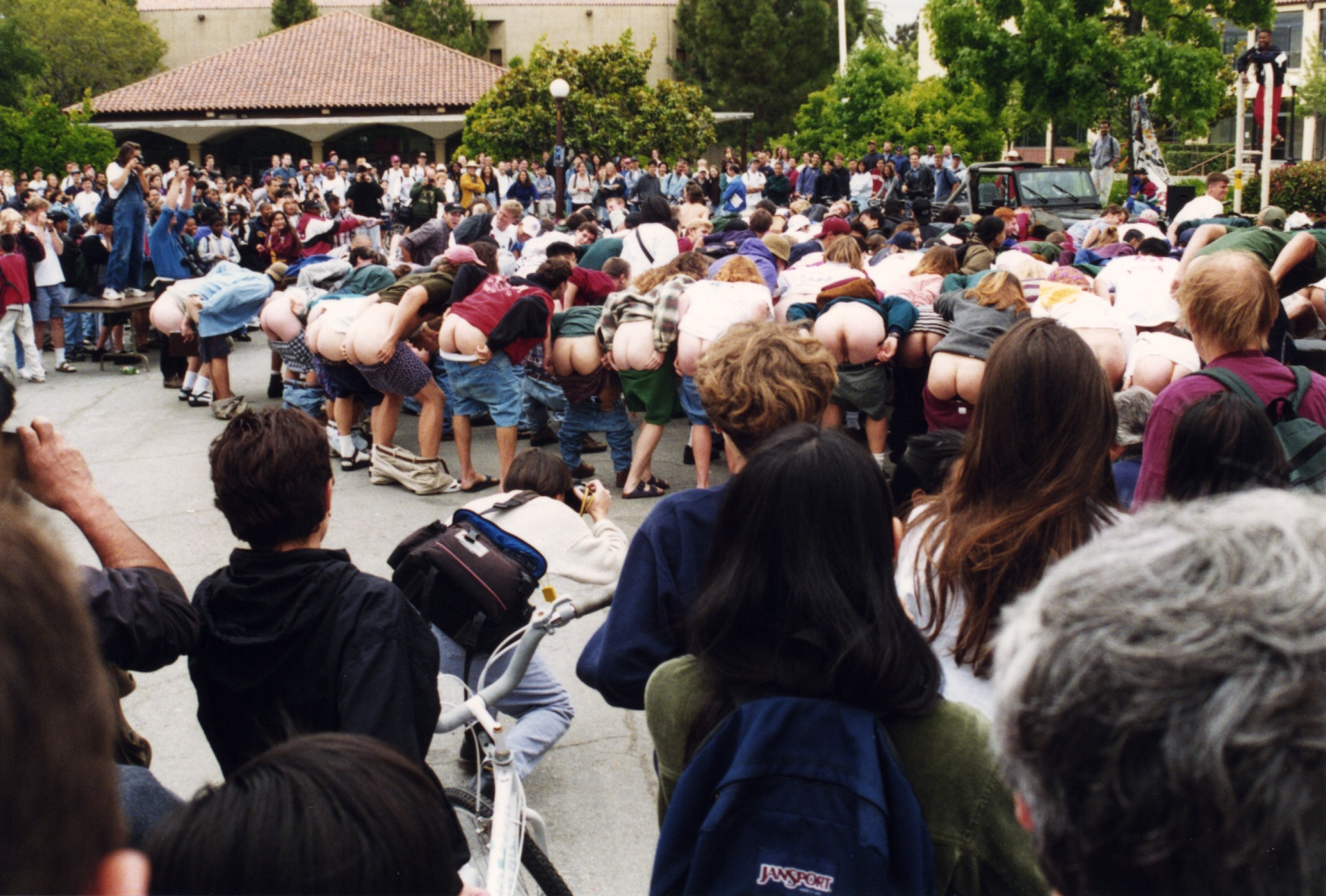
Estudiantes exhibiendo "Mooning" en la Universidad de Stanford (protesta e intento de récord mundial); 1995.

StreakingConsiste en desnudo en eventos públicos.
AnasyrmaEs la conducta que se relaciona con el levantarse la falda ante un público para la obtención de placer, como broma o como mal gesto.
MooningEs la conducta sexual que involucra el mostrar los glúteos a un público como muestra de repudio o broma.
CandaulismoEs el impulso erótico en el que se involucra la muestra de la pareja sexual desnuda, es decir se muestra a la pareja sexual o imágenes de ella o él en completa desnudez a otras personas con el fin de obtener gratificación sexual.
CancaneoTambién llamado dogging, se refiere a la realización de actividades sexuales en público, regularmente en parques y arboledas. Etimológicamente viene de la palabra inglesa dog (perro), que  compara las relaciones sexuales naturales e instintivas de un perro en cualquier lugar con la actividad sexual humana.
ToplessPuede ser considerado o no como una forma de exhibicionismo, dependiendo del lugar y del país.